# Église Saint-André-du-Nom-de-Dieu de Saint-André-de-Cubzac
L'église Saint-André-du-Nom-de-Dieu est située à Saint-André-de-Cubzac, en Gironde.
L'édifice a été inscrit au titre des monuments historiques en 1925.

## Description
L'église Saint-André-du-Nom-de-Dieu comporte des parties dont les dates de construction s'étalent entre les XIIe et XIXe siècles. Elle fut construite par les Bénédictins de l'abbaye de La Sauve-Majeure et était autrefois utilisée par un prieuré fondé après 1115 dépendant de cette abbaye.
Le style dominant de cette église fortifiée est roman. Son clocher massif à base carrée est imposant. L'édifice possède de beaux vitraux et un buffet d'orgue remarquable. La dernière restauration de l'église date de 1977.
La Vierge de Pitié est une sculpture en albâtre datant du XVIe siècle et classée monument historique,.

## Galerie d'images

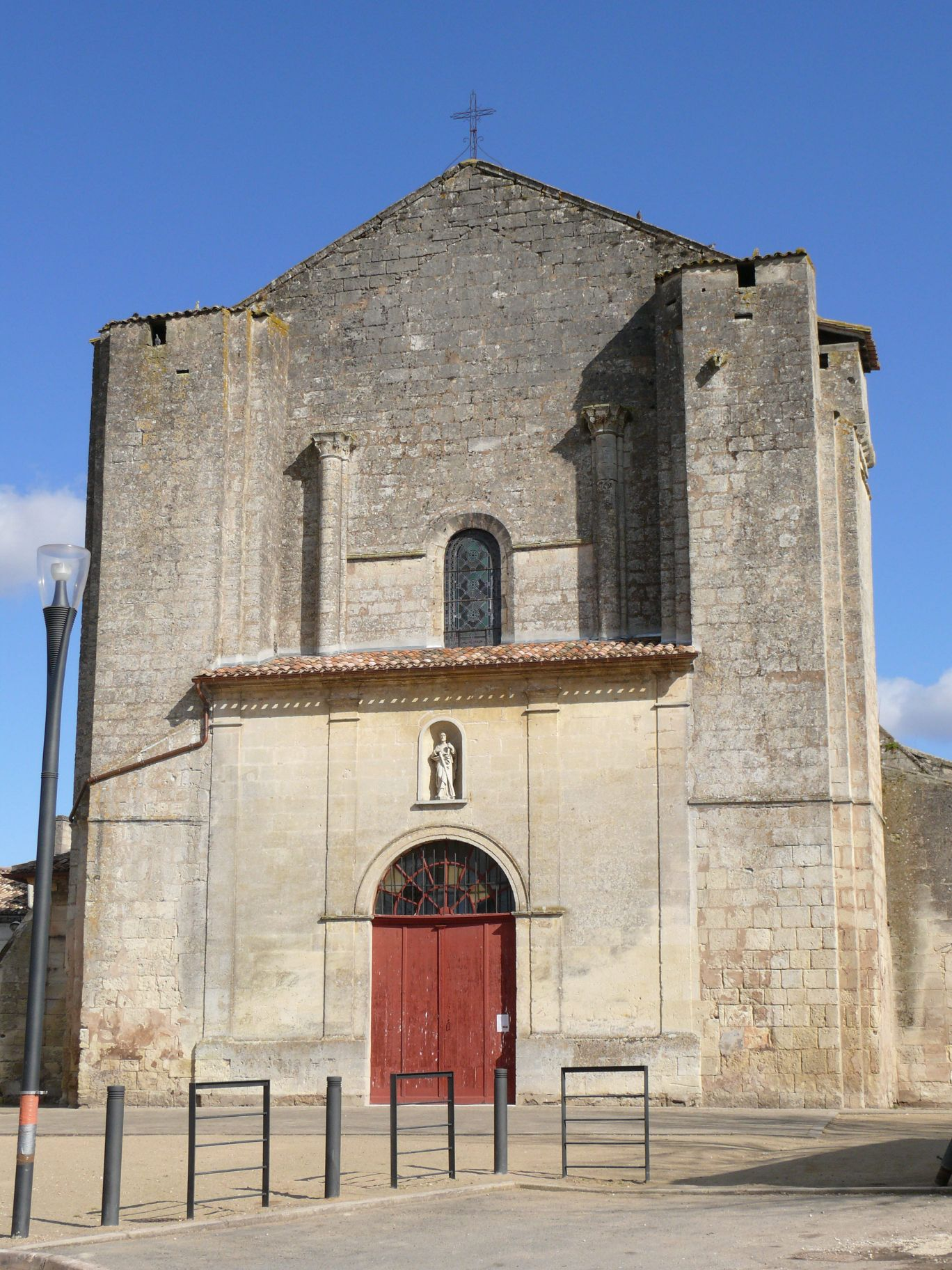
La façade
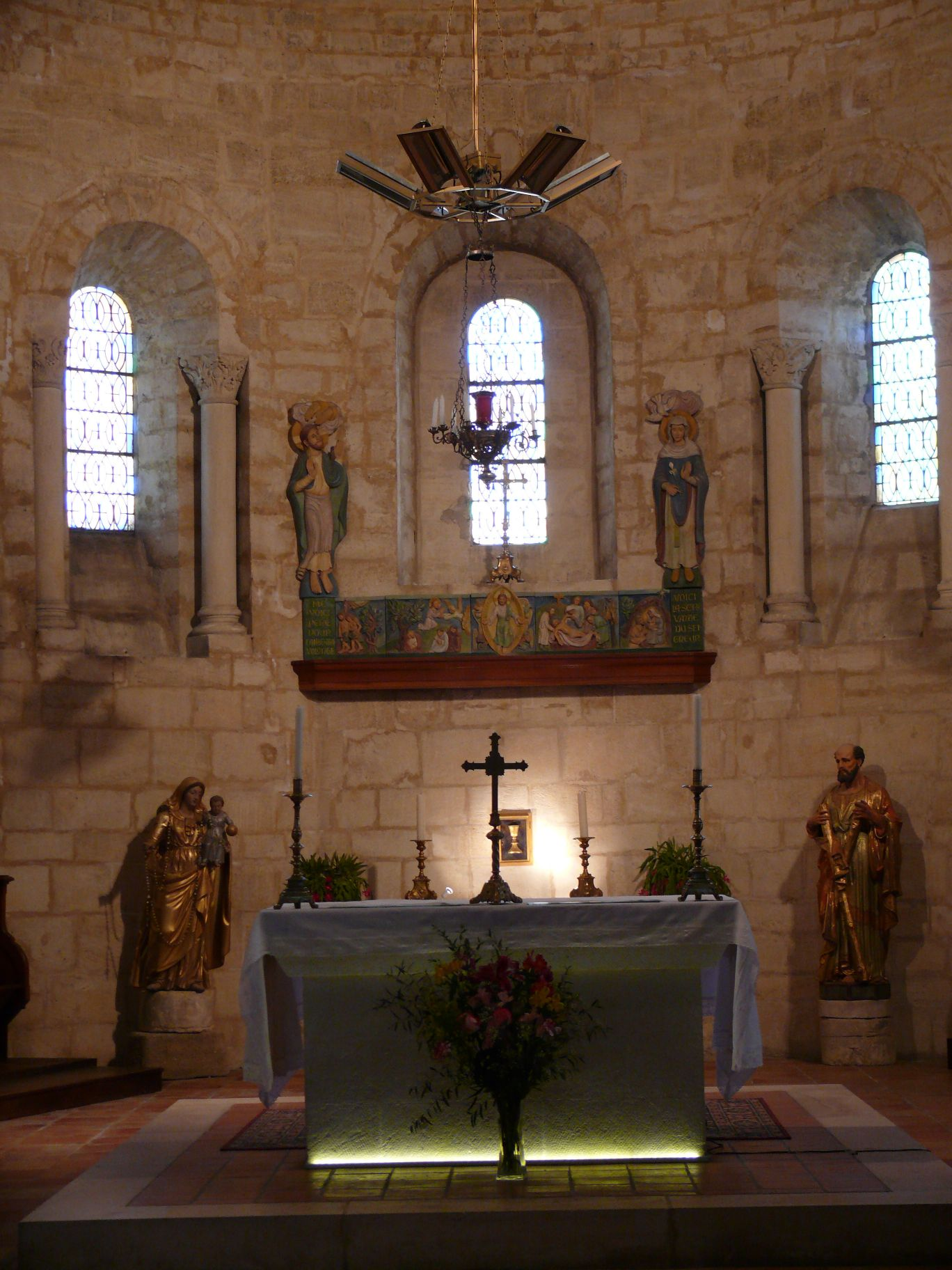
Le chœur
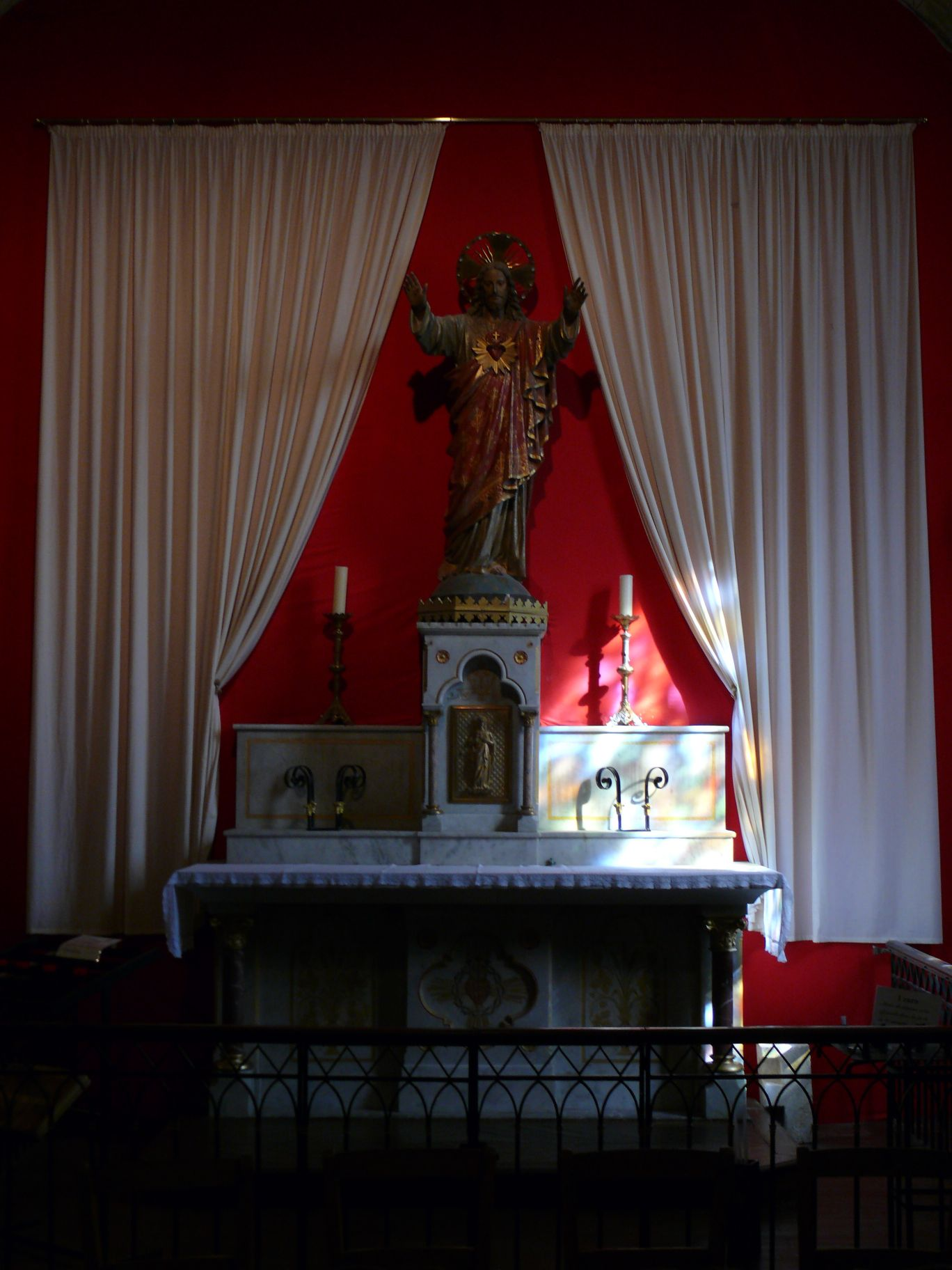
L'autel du Sacré-Cœur
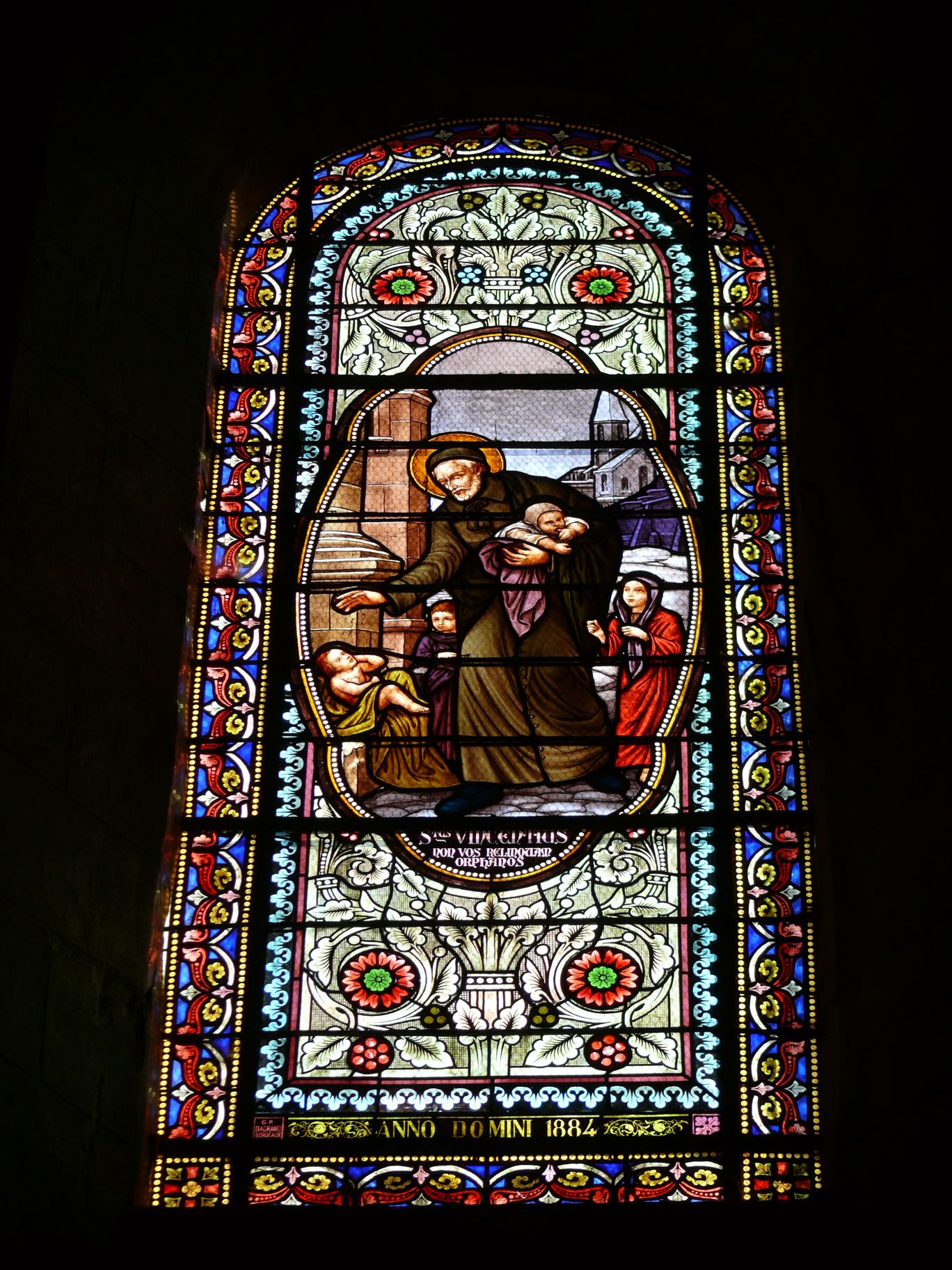
Vitrail